# Horoscopio de Apiano

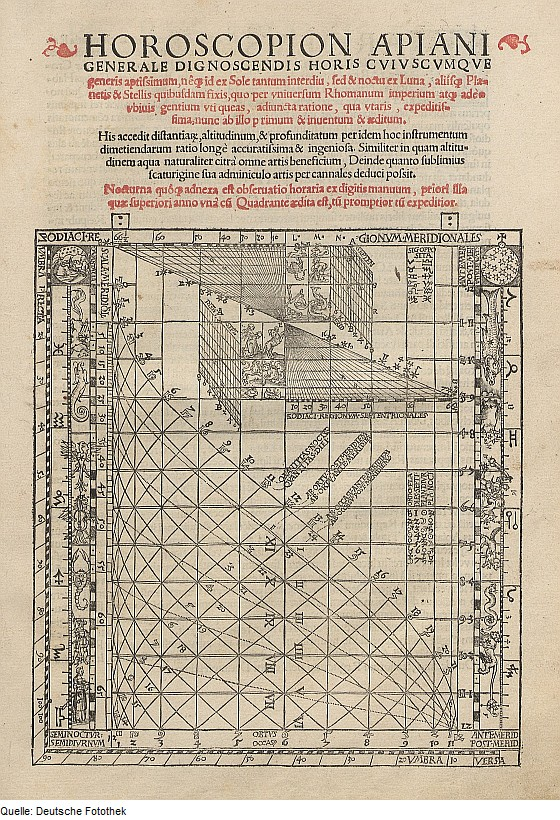
Portada del libro con la representación del reloj.

Horoscopio de Apiano es un instrumento en forma de cuadrante diseñado por Petrus Apianus. Se trata de un reloj (horoscopion) universal, es decir diseñado para ofrecer valores de tiempo en cualquier latitud.
Como dice el título del libro, el ingenioso instrumento contenía un método muy exacto para conocer la hora mediante el sol durante el día, y de noche con la Luna, los planetas y las estrellas. Añadía tablas de distancias y alturas de los cuerpos celestes. Aparte de la observación nocturna también permitía el cálculo de la hora utilizando los dedos de la mano.

Horoscopion Apiani generale dignoscendis horis cuiuscumque generis aptissimum: nêq[ue] id ex Sole tantum interdiu, sed & noctu ex Luna, aliisq[ue] Planetis & Stellis quibusdam fixis, quo per vniuersum Rhomanum imperium atq[ue] adèo vbiuis gentium vti queas, adiuncta ratione, qua vtaris, expeditissima, nunc ab illo primum & inuentum & aeditum. His accedit distantiar[um], altitudinum, & profunditatum per idem hoc instrumentum dimetiendarum ratio longè accuratissima & ingeniosa… Nocturna quoque adnexa est obseruatio horaria ex digitis manuum.